# Боб Кастен
Роберт Волтер «Боб» Кастен-молодший (англ. Robert Walter «Bob» Kasten, Jr.; нар. 19 червня 1942, Мілвокі, Вісконсин) — американський політик-республіканець, представляв штат Вісконсин в обох палатах Конгресу США, спочатку у Палаті представників з 1975 по 1979, а потім у Сенаті з 1981 по 1993 роки.
У 1964 році він отримав ступінь бакалавра в Університеті Аризони, а у 1966 — MBA у Колумбійському університеті. Кастен служив у ВПС Національній гвардії Вісконсину з 1966 по 1972, був членом сенату штату Вісконсин з 1972 по 1974.